# Gonorynchus gonorynchus
Gonorynchus gonorynchus is een straalvinnige vissensoort uit de familie van de zandvissen (Gonorynchidae). De wetenschappelijke naam is gepubliceerd in 1766 door Linnaeus.